# Condemned 84
Condemned 84 je engleski skinheadski Oi! punk sastav iz Ipswicha. Prema njihovim službenim stranicama, sastav su formirali 1980. godine pod imenom Criminal Tendencies. 1983. su godine promijenili ime sastavu u Condemned, a 1984. godine u Condemned 84. Poslije, kad se Oi! pozornica podijelila duž političkih pravaca, pridružili su se sastavima kao što je Skrewdriver, čime su prešli na zvuk bliži heavy metalu.
Među poznatije nastupe spada koncert iz 1986. koji je devoluirao u nemire na otoku Wightu, performanse nekoliko Oi! sastava, među kojima su The Business i The Vicious Rumours koji je privukao dosta skinheada, a posjetitelji su napali prodavače, ugostitelje i osiguranje.
Sastav djeluje od 1980. godine.
Članovi su Kev, Gunk, Mark, Mark Magee, Floyd, a nekad su u ovom sastavu svirali Mick, Cliff, Baysey, Dave, Wayne i Chris Heath.
Izdali su studijske albume Battle Scarred (1986.), Face the Aggression (1988.), Live & Loud (1989.), Storming to Power (1993.), Amongst the Thugs (1995.), Blood On Yer Face (1999.) i No One Likes Us... We Don't Care (2004.) te kompilacijske albume The Boots Go Marching In (1991.), Battle Scarred/Live & Loud (1993.) i The Best Of (2005.)

## Vanjske poveznice
- http://www.condemned84.com/  Arhivirana inačica izvorne stranice od 16. kolovoza 2011. (Wayback Machine)